# Energy (Veranstaltung)
Die Energy war eine Techno-Veranstaltung (Rave), die jeweils nach der Zürcher Street Parade stattfand von 1992 bis 2013. Sie galt als die grösste Indoor-Veranstaltung im Bereich elektronische Tanzmusik der Schweiz, deren Besucherrekord bis anhin noch von niemandem gebrochen wurde. Die erste Ausgabe 1992 hatte 6'500 Besucher, 2001 war der Besucherrekord mit 31'400 Besuchern. Im Durchschnitt hatte sie etwa 20'000 Besucher.

## Geschichte
Das erste Mal durchgeführt wurde die Energy nach der ersten Street Parade im Jahre 1992 im damaligen Kugellager SRO, einer Industriehalle, wo heute das Parkhaus Messe steht. 1992 war die Energy eine illegale Party, welche nur knapp einer Schliessung in der Partynacht entging. Die Energy hat zudem die Street Parade in den Anfangsjahren finanziell stark unterstützt und konnte durch einen geheimen Vertrag jeweils das Datum je nach Verfügbarkeit des Hallenstadions bestimmen. Die Werbemittel der Energy im In- und Ausland haben die damals finanziell schwache Street Parade auch stark beworben. In den ersten Jahren lockte die Energy jeweils mehr Besucher an als die Street Parade. Erst 1994 änderte sich dieses Verhältnis mit dem Durchbruch der Parade. Seit 1993 fand sie bis 2003 jeweils im Zürcher Hallenstadion statt.
Die Veranstaltung, welche einer der ersten grossen Techno-Raves in Kontinentaleuropa war (in den 1990er-Jahren sogar der grösste überhaupt), lockte stets regelmässig tausende Besucher aus dem Ausland an. Im Gegenzug fanden Energy Partys auch in Italien, Frankreich, Deutschland und Spanien, hauptsächlich in grossen Clubs, statt. Seit 2001 umfasst die Energy jedoch auch diverse andere Locations und Clubs in Zürich, so können die Besucher mit einem Energy-Ticket diverse grosse Veranstaltungen besuchen.
Im Jahre 2003 standen die Veranstalter der Energy mit der französischen Radioveranstaltern Radio NRJ im Gericht wegen deren geplanten Realisierung von Radio NRJ/Energy in Zürich. Die Energy-Rave-Veranstalter obsiegten jedoch im Sommer 2003 am Obergericht Zürich, einigten sich jedoch aussergerichtlich aus ökonomischen Gründen mit dem börsenkotierten französischen Konzern auf ein Nebeneinander mit Nutzung der vorhandenen Synergien und eine hohe Entschädigungszahlung, für welche die NRJ Group SA die Schweizer Firma "Energy Branding SA" kaufte, die Eigentümerin der Schweizer Marke «Energy» war. Diese Firma wurde in den publizierten Firmenzahlen der Energy Group Paris per 30. September 2004 mit € 615'000.- in der Bilanz bewertet Der Energy-Rave konnte jedoch trotzdem noch bis im Jahre 2013 unter dem Namen Energy und dazugehöriger Marke durchgeführt werden. Radio Energy in Zürich war bis zur letzten Ausgabe der Veranstaltung 2013 auch offizieller Medienpartner der Veranstaltung.
Wegen einer einjährigen Unterbrechung aufgrund des Umbaus des Hallenstadions wurde sie 2004 in die Eventhalle 550 (ABB-Areal Zürich Oerlikon) verlegt. In den Jahren 2006 und 2007 wich der Veranstalter aus wirtschaftlichen Gründen auf das viel kleinere Maag-Areal in Zürichs Ausgehviertel Kreis 5 aus – das typische Rave-Konzept schien aus der Mode geraten zu sein, die Besucherzahlen stagnierten. Jedoch hat die Energy 2008 den Turnaround geschafft und konnte mit einem neuen, frischeren, aber auch kommerzielleren Künstlerprogramm wiederum in ein ausverkauftes Hallenstadion zurückkehren. Der Headliner war für die nächsten vier Jahre David Guetta. Seit 2008 fand die Veranstaltung wieder regelmässig und durch langfristige Verträge gesichert im Hallenstadion Zürich statt.
Ab 2012 wurde die Energy Party als Co-branding Energy 12 – Party-Arena veranstaltet, um mögliche Verwechslungen mit Events von Radio NRJ/Energy zu verhindern, da Radio NRJ/Energy ab 2012 immer mehr Veranstaltungsaktivitäten hatte.
Die Veranstaltung wurde bis zum Schluss von der Glamourama Sàrl mit Sitz in Regensdorf veranstaltet, dessen Inhaber seit 1992 an der Veranstaltung beteiligt ist.
2020 wollte die Glamourama Sàrl unter dem neuen Namen „Insomnia-Festival“ einen Relaunch eines grossen Raves im Hallenstadion am Tag der Streetparade durchführen. Aufgrund der COVID-19-Pandemie wurde diese Veranstaltung sowohl 2020 wie auch 2021 abgesagt. Auch im Jahr 2022 fand die Veranstaltung nicht statt, da das Zürcher Hallenstadion aufgrund des Auszugs des Eishockeyclubs ZSC Lions in die Swiss Life Arena sein Eisfeld abbaute. 2023 fand am 12. August die Nachfolgeveranstaltung «Insomnia Dance Festival» mit Armin van Buuren, Indira Paganotto, Meduza, I Hate Models und 999999999 (9 times 9) vor zirka 10'000 Personen statt. Das Insomnia Dance Festival ist eine Koproduktion des Veranstalters Glamourama Sàrl mit Sirup Music und Hannibal Events.

## Musik
Vorherrschender Musikstil an der Energy war Anfang der 1990er Techno und House. An der Energy sind seit Beginn praktisch alle internationalen DJs und Live-Acts aufgetreten, welche Rang und Namen haben, und dies zumeist als Schweizer Premiere. So standen auf der Energy-Bühne das Genre nachhaltig prägende Künstler wie Aphex Twin, Carl Cox, Sven Väth, Laurent Garnier, Goldie, David Guetta, Avicii, Tiësto, Cosmic Baby, Jeff Mills, DJ Hell und viele andere. Über längere Zeit hinweg, von Mitte der 1990er bis 2007, war jedoch Trance der dominierende Musikstil, der durch die Energy in der Schweiz massgeblich an Popularität gewann. Auf weitere Räumlichkeiten (sogenannten Floors) verteilt, wurde allerdings ein breites Spektrum an elektronischer Tanzmusik geboten (u. a. House, Techno, Hardcore). Seit der Neupositionierung der Veranstaltung ab 2008 prägen Electro-, Techno- und House-Klänge das Programm, Trance spielt nur noch eine untergeordnete Rolle.

## Bedeutung innerhalb der Schweizer Techno-Szene
Die Energy galt lange als eine der wichtigsten Raves der Schweiz überhaupt und hatte auf die Popularisierung der Schweizer Rave-Szene einen erheblichen Einfluss. Viele namhafte DJs wie beispielsweise der gleichnamige DJ Energy (1974–2011) oder DJ Tatana schafften in der Anfangszeit dieser Veranstaltung dank ihrem Auftritt an der Energy den Sprung ins professionelle DJ-Geschäft. Danach galt die Energy bei den Schweizer DJs lange als ein Höhepunkt jeder DJ-Karriere.